# Дуолинго
Дуолинго је бесплатан сајт за учење страних језика. Апликација учења језика нуди преко 40 различитих курсева језика и преко 23 језика, а доступан је на иОС, Андроид и Виндоус 8.1 платформи са преко 150 милиона регистрованих корисника широм света.
Дуолинго је највећа онлајн заједница за учење страних језика. На основу броја корисника који уче одређени језик, шпански језик похађа највише корисника апликације. Један од главних разлога зашто ова платформа стиче велики број корисника сy креативнo програмиранe функциje коje нуди.